# Državna cesta D425
D425 je državna cesta u Hrvatskoj. Ukupna duljina iznosi 9,87 km. Cesta je dijelom izgrađena u četverotračnom profilu (do čvora Nikolac, od kojeg se planira nastavak prema Kominu i spoj s cestom D8). Cesta je spoj grada Ploča s autocestom A1.

## Vanjske poveznice
- Spojna cesta od autoceste A1 do luke Ploče Projekt ceste od 4. srpnja 2007. na stranicama Ministarstva pomorstva, prometa i infrastrukture